# Nicolas Lüchinger
Nicolas Lüchinger, né le 16 octobre 1994 à Oberriet, est un footballeur suisse qui joue au poste d'arrière droit.

## Biographie
Nicolas Lüchinger naît le 16 octobre 1994 à Oberriet, dans le canton de Saint-Gall.
Sa mère est originaire de la Guadeloupe.

## Parcours sportif
Il commence à jouer au football à l'âge de 9 ans, au FC Montlingen (de).
Il passe par les équipes de jeunes du FC Saint-Gall avant d'être prêté deux saisons au FC Chiasso entre 2014 et 2016 où il joue ses premiers matchs professionnels en deuxième division suisse.
En 2015, il rejoint le FC Sion où il découvre la première division. Il joue la finale de la Coupe de Suisse, perdue trois buts à zéro face au FC Bâle.
Il revient dès l'été suivant dans son club formateur. Il joue ses premiers matchs officiels avec son club formateur, mais est victime d'une blessure à la rotule qui lui fait manquer une bonne partie de la saison. Toujours titulaire la saison suivante, il manque plusieurs semaines de compétitions à cause d'une blessure à la clavicule puis surtout d'une arthroscopie qui l'empêche de jouer de mai 2019 à mars 2021. À son retour, il participe au parcours en Coupe de Suisse qui amène le club en finale avant qu'une nouvelle blessure l'éloigne des terrains en octobre 2021 jusqu'à septembre 2022 où il est prêté au FC Thoune en Challenge League.
Il raccroche les crampons en décembre 2023, à seulement 29 ans, principalement à cause des nombreux problèmes physiques qu'il connait depuis quelques années, et intègre le staff d'équipes jeunes pour prendre ensuite la tête d'une équipe de jeunes dès l'été suivant.

## Palmarès
Il est finaliste de la Coupe de Suisse en 2017 avec le FC Sion et en 2021 avec le FC Saint-Gall.